# Kozy (Silésie)
Pour les articles homonymes, voir Kozy.
Kozy est une localité polonaise et siège de la gmina du même nom, située dans le powiat de Bielsko-Biała en voïvodie de Silésie.